# BAFTA-díj a legjobb brit forgatókönyvnek
A legjobb brit forgatókönyvnek járó BAFTA-díjat a Brit Film- és Televíziós Akadémia adta át 1955 és 1968 között. 
1969-től a díjat legjobb forgatókönyv néven adták át. 1984-ben ez is különvált legjobb eredeti forgatókönyv és legjobb adaptált forgatókönyv kategóriákra.

## Győztesek és jelöltek
Győztes forgatókönyvíró
Megjegyzés: Az "Év" oszlop az értékelt filmek bemutatási évére utal, a tényleges ceremóniát a következő évben rendezték meg. A filmek az eredeti cím alapján szerepelnek ABC-sorrendben.

### 1950-es évek
| Év                           | Magyar cím                     | Eredeti cím                                  | Forgatókönyvíró(k) | Ref. |
| ---------------------------- | ------------------------------ | -------------------------------------------- | ------------------ | ---- |
| 1954 (8. gála)               |                                |                                              |                    |      |
|                              | The Young Lovers               | George Tabori és Robin Estridge              | [ 1 ]              |      |
|                              | The Divided Heart              | Jack Whittingham                             | [ 1 ]              |      |
|                              | Doctor in the House            | Nicholas Phipps                              | [ 1 ]              |      |
|                              | Hobson's Choice                | David Lean, Norman Spencer és Wynyard Browne | [ 1 ]              |      |
|                              | The Maggie                     | William Rose                                 | [ 1 ]              |      |
|                              | Knave of Hearts                | Hugh Mills és René Clément                   | [ 1 ]              |      |
| Bíborsivatag                 | The Purple Plain               | Eric Ambler                                  | [ 1 ]              |      |
| Rómeó és Júlia               | Romeo and Juliet               | Renato Castellani                            | [ 1 ]              |      |
| 1955 (9. gála)               |                                |                                              |                    |      |
| Betörő az albérlőm           | The Ladykillers                | William Rose                                 | [ 2 ]              |      |
| A jól bevált férj            | The Constant Husband           | Sidney Gilliat és Val Valentine              | [ 2 ]              |      |
|                              | The Dam Busters                | R. C. Sherriff                               | [ 2 ]              |      |
|                              | The Deep Blue Sea              | Terence Rattigan                             | [ 2 ]              |      |
|                              | Doctor at Sea                  | Nicholas Phipps és Jack Davies               | [ 2 ]              |      |
|                              | The Night My Number Came Up    | R. C. Sherriff                               | [ 2 ]              |      |
| A fogoly                     | The Prisoner                   | Bridget Boland                               | [ 2 ]              |      |
|                              | Touch and Go                   | William Rose                                 | [ 2 ]              |      |
| 1956 (10. gála)              |                                |                                              |                    |      |
| A sosemvolt ember            | The Man Who Never Was          | Nigel Balchin                                | [ 3 ]              |      |
| A River Plate-i csata        | The Battle of the River Plate  | Michael Powell és Emeric Pressburger         | [ 3 ]              |      |
|                              | The Green Man                  | Sidney Gilliat és Frank Launder              | [ 3 ]              |      |
|                              | Private's Progress             | Frank Harvey és John Boulting                | [ 3 ]              |      |
|                              | Reach for the Sky              | Lewis Gilbert                                | [ 3 ]              |      |
|                              | Smiley                         | Moore Raymond és Anthony Kimmins             | [ 3 ]              |      |
|                              | Three Men in a Boat            | Hubert Gregg és Vernon Harris                | [ 3 ]              |      |
|                              | A Town Like Alice              | W. P. Lipscomb és Richard Mason              | [ 3 ]              |      |
|                              | Yield to the Night             | John Cresswell és Joan Henry                 | [ 3 ]              |      |
| 1957 (11. gála)              |                                |                                              |                    |      |
| Híd a Kwai folyón            | The Bridge on the River Kwai   | Pierre Boulle                                | [ 4 ]              |      |
| Anasztázia                   | Anastasia                      | Arthur Laurents                              | [ 4 ]              |      |
|                              | The Birthday Present           | Jack Whittingham                             | [ 4 ]              |      |
|                              | Hell Drivers                   | John Kruse és Cy Endfield                    | [ 4 ]              |      |
|                              | The Man in the Sky             | William Rose és John Eldridge                | [ 4 ]              |      |
| A herceg és a színésznő      | The Prince and the Showgirl    | Terence Rattigan                             | [ 4 ]              |      |
|                              | The Smallest Show on Earth     | William Rose és John Eldridge                | [ 4 ]              |      |
|                              | The Story of Esther Costello   | Charles Kaufman                              | [ 4 ]              |      |
|                              | Windom's Way                   | Jill Craigie                                 | [ 4 ]              |      |
|                              | Woman in a Dressing Gown       | Ted Willis                                   | [ 4 ]              |      |
| 1958 (12. gála)              |                                |                                              |                    |      |
|                              | Orders to Kill                 | Paul Dehn                                    | [ 5 ]              |      |
| Jó napot szomorúság!         | Bonjour Tristesse              | Arthur Laurents                              | [ 5 ]              |      |
| Kiáltás az utcákról          | A Cry from the Streets         | Vernon Harris                                | [ 5 ]              |      |
| Sivatagi támadás             | Ice Cold in Alex               | T. J. Morrison                               | [ 5 ]              |      |
| Indiszkrét                   | Indiscreet                     | Norman Krasna                                | [ 5 ]              |      |
| A Hatodik Boldogság fogadója | The Inn of the Sixth Happiness | Isobel Lennart                               | [ 5 ]              |      |
|                              | The Key                        | Carl Foreman                                 | [ 5 ]              |      |
| A férfi a legfelső emeletről | The Man Upstairs               | Alun Falconer                                | [ 5 ]              |      |
| A Titanic éjszakája          | A Night to Remember            | Eric Ambler                                  | [ 5 ]              |      |
|                              | Violent Playground             | James Kennaway                               | [ 5 ]              |      |
| 1959 (13. gála)              |                                |                                              |                    |      |
|                              | I'm All Right Jack             | Frank Harvey, John Boulting és Alan Hackney  | [ 6 ]              |      |
|                              | Blind Date                     | Ben Barzman és Millard Lampell               | [ 6 ]              |      |
|                              | Expresso Bongo                 | Wolf Mankowitz                               | [ 6 ]              |      |
|                              | The Horse's Mouth              | Alec Guinness                                | [ 6 ]              |      |
| Dühöngő ifjúság              | Look Back in Anger             | Nigel Kneale                                 | [ 6 ]              |      |
|                              | No Trees in the Street         | Ted Willis                                   | [ 6 ]              |      |
| Az északnyugati határszél    | North West Frontier            | Robin Estridge                               | [ 6 ]              |      |
| A gyűlölet áldozata          | Sapphire                       | Janet Green                                  | [ 6 ]              |      |
| Tigris-öböl                  | Tiger Bay                      | John Hawkesworth és Shelley Smith            | [ 6 ]              |      |

### 1960-as évek
| Év                                                                                     | Magyar cím                                                           | Eredeti cím                                     | Forgatókönyvíró(k) | Ref. |
| -------------------------------------------------------------------------------------- | -------------------------------------------------------------------- | ----------------------------------------------- | ------------------ | ---- |
| 1960 (14. gála)                                                                        |                                                                      |                                                 |                    |      |
| A dühös csend                                                                          | The Angry Silence                                                    | Bryan Forbes                                    | [ 7 ]              |      |
| A nap, amikor kirabolták az Angol Bankot                                               | The Day They Robbed the Bank of England                              | Howard Clewes                                   | [ 7 ]              |      |
| A komédiás                                                                             | The Entertainer                                                      | John Osborne és Nigel Kneale                    | [ 7 ]              |      |
|                                                                                        | Hell Is a City                                                       | Val Guest                                       | [ 7 ]              |      |
| Bankrablók klubja                                                                      | The League of Gentlemen                                              | Bryan Forbes                                    | [ 7 ]              |      |
|                                                                                        | The Millionairess                                                    | Wolf Mankowitz                                  | [ 7 ]              |      |
| Szombat este, vasárnap reggel                                                          | Saturday Night and Sunday Morning                                    | Alan Sillitoe                                   | [ 7 ]              |      |
|                                                                                        | A Touch of Larceny                                                   | Roger MacDougall, Guy Hamilton és Ivan Foxwell  | [ 7 ]              |      |
| Oscar Wilde tárgyalásai                                                                | The Trials of Oscar Wilde                                            | Ken Hughes                                      | [ 7 ]              |      |
| A dicsőség hangjai                                                                     | Tunes of Glory                                                       | James Kennaway                                  | [ 7 ]              |      |
| 1961 (15. gála)                                                                        |                                                                      |                                                 |                    |      |
| A nap, amikor a Föld lángra lobbant                                                    | The Day the Earth Caught Fire                                        | Wolf Mankowitz és Val Guest                     | [ 8 ]              |      |
| Egy csepp méz                                                                          | A Taste of Honey                                                     | Shelagh Delaney és Tony Richardson              | [ 8 ]              |      |
| Láng az utcákon                                                                        | Flame in the Streets                                                 | Ted Willis                                      | [ 8 ]              |      |
| Navarone ágyúi                                                                         | The Guns of Navarone                                                 | Carl Foreman                                    | [ 8 ]              |      |
|                                                                                        | Victim                                                               | Janet Green és John McCormick                   | [ 8 ]              |      |
| Fütyüld le a szelet                                                                    | Whistle Down the Wind                                                | Keith Waterhouse és Willis Hall                 | [ 8 ]              |      |
| 1962 (16. gála)                                                                        |                                                                      |                                                 |                    |      |
| Arábiai Lawrence                                                                       | Lawrence of Arabia                                                   | Robert Bolt                                     | [ 9 ]              |      |
| Billy Budd                                                                             | Billy Budd                                                           | Peter Ustinov és DeWitt Bodeen                  | [ 9 ]              |      |
| Ez is szerelem                                                                         | A Kind of Loving                                                     | Willis Hall és Keith Waterhouse                 | [ 9 ]              |      |
| Csak ketten játszhatják                                                                | Only Two Can Play                                                    | Bryan Forbes                                    | [ 9 ]              |      |
|                                                                                        | Tiara Tahiti                                                         | Geoffrey Cotterell és Ivan Foxwell              | [ 9 ]              |      |
| Torreádor-keringő                                                                      | Waltz of the Toreadors                                               | Wolf Mankowitz                                  | [ 9 ]              |      |
| 1963 (17. gála)                                                                        |                                                                      |                                                 |                    |      |
| Tom Jones                                                                              | Tom Jones                                                            | John Osborne                                    | [ 10 ]             |      |
| A hazudós Billy                                                                        | Billy Liar                                                           | Keith Waterhouse és Willis Hall                 | [ 10 ]             |      |
| A szolga                                                                               | The Servant                                                          | Harold Pinter                                   | [ 10 ]             |      |
| Egy ember ára                                                                          | This Sporting Life                                                   | David Storey                                    | [ 10 ]             |      |
| 1964 (18. gála)                                                                        |                                                                      |                                                 |                    |      |
| Tökmagevő                                                                              | The Pumpkin Eater                                                    | Harold Pinter                                   | [ 11 ]             |      |
| Becket                                                                                 | Becket                                                               | Edward Anhalt                                   | [ 11 ]             |      |
| Dr. Strangelove, avagy rájöttem, hogy nem kell félni a bombától, meg is lehet szeretni | Dr. Strangelove or: How I Learned to Stop Worrying and Love the Bomb | Stanley Kubrick, Peter George és Terry Southern | [ 11 ]             |      |
|                                                                                        | Séance on a Wet Afternoon                                            | Bryan Forbes                                    | [ 11 ]             |      |
| 1965 (19. gála)                                                                        |                                                                      |                                                 |                    |      |
| Darling                                                                                | Darling                                                              | Frederic Raphael                                | [ 12 ]             |      |
| A domb                                                                                 | The Hill                                                             | Ray Rigby                                       | [ 12 ]             |      |
| Az Ipcress ügyirat                                                                     | The Ipcress File                                                     | Bill Canaway és James Doran                     | [ 12 ]             |      |
| A csábítás trükkje                                                                     | The Knack ...and How to Get It                                       | Charles Wood                                    | [ 12 ]             |      |
| 1966 (20. gála)                                                                        |                                                                      |                                                 |                    |      |
|                                                                                        | Morgan!                                                              | David Mercer                                    | [ 13 ]             |      |
| Alfie – Szívtelen szívtipró                                                            | Alfie                                                                | Bill Naughton                                   | [ 13 ]             |      |
| Itt történt                                                                            | It Happened Here                                                     | Kevin Brownlow és Andrew Mollo                  | [ 13 ]             |      |
| A Quiller jelentés                                                                     | The Quiller Memorandum                                               | Harold Pinter                                   | [ 13 ]             |      |
| 1967 (21. gála)                                                                        |                                                                      |                                                 |                    |      |
| Egy ember az örökkévalóságnak                                                          | A Man for All Seasons                                                | Robert Bolt                                     | [ 14 ]             |      |
| Baleset                                                                                | Accident                                                             | Harold Pinter                                   | [ 14 ]             |      |
| Ébresztő a halottnak                                                                   | The Deadly Affair                                                    | Paul Dehn                                       | [ 14 ]             |      |
| Ketten az úton                                                                         | Two for the Road                                                     | Frederic Raphael                                | [ 14 ]             |      |

## Lásd még
- BAFTA-díj a legjobb forgatókönyvnek
- BAFTA-díj a legjobb eredeti forgatókönyvnek
- BAFTA-díj a legjobb adaptált forgatókönyvnek

## Fordítás
- Ez a szócikk részben vagy egészben  a   BAFTA Award for Best British Screenplay című angol Wikipédia-szócikk ezen változatának fordításán alapul.  Az eredeti cikk szerkesztőit annak laptörténete sorolja fel. Ez a jelzés csupán a megfogalmazás eredetét és a szerzői jogokat jelzi, nem szolgál a cikkben szereplő információk forrásmegjelöléseként.